# Tamara Tikhonina
Tamara Petrovna Tikhonina (née le 22 février 1937) est une joueuse soviétique de volley-ball. Avec l'équipe d'URSS de volley-ball féminin, elle remporte la médaille d'argent au Championnat du monde de volley-ball féminin 1962 avant d'être sacrée championne d'Europe en 1963. Aux Jeux olympiques d'été de 1964, elle remporte la médaille d'argent.